# 산갈치
산갈치(학명: Regalecus russelii)는 산갈치과 산갈치속의 경골어류이다. 가장 큰 물고기 중 하나이며, 최대 8m 까지 자랄수 있다.